# Othon de Grasse
Othon de Grasse est un prélat français, évêque de Gap de 1251 à 1281.

## Biographie
Othon de Grasse est prévôt du chapitre d'Aix en Provence lorsqu'il est élu sur le siège épiscopal de Gap. Il prend possession de son siège entre le 14 février 1251 (date du décès de son prédécesseur l'évêque Robert) et le 18 juillet 1251 où il reçoit l'hommage du dauphin Guigues VII pour tout ce qu'il possède dans le territoire soumis à sa juridiction. 
En 1262, le même prince lui vend un droit de juridiction qu'il a acquis de Rolland de Manteyer. 
Sous le règne d'Othon  commencent, entre les évêques et les bourgeois de Gap, les divisions qui se prolongent pendant plusieurs siècles. En 1265, Othon publie une ordonnance restrictive du commerce des vins, les citoyens de Gap prennent les armes et le chassent de leur ville. L'évêque implore le secours de son vassal le dauphin et les citoyens doivent signer à Corps un traité défavorable. À la mort de Guigues, les citoyens de Gap parviennent à faire rompre le traité de Corps et obtiennent aide et protection de Jean Ier, dauphin, et de Béatrix, sa mère, en leur cédant le consolat, les terres de Montalquier et Furmeyer. Othon change alors de tactique. En 1271, il rend hommage à Charles d'Anjou, comte de Provence, et lui cède les mêmes droits que la communauté de Gap vient de céder à la dauphine et à son fils. En échange, le comte de Provence lui donne les terres de Reynier, Sigoyer-Malpoil et certains droits sur celle de Manteyer.
Othon lance en 1278  de son château de Rambaud l'excommunication contre les agents du dauphin chargés de percevoir les revenus du consolat, et à la tête desquels est Guillaume le Noir de Montorcier. Les bourgeois de Gap, excités probablement par  ce Guillaume le Noir, se saisissent de leur évêque et le retiennent en prison jusqu'à ce qu'il a consenti à déclarer nulle l'excommunication prononcée par lui. A peine sorti de leurs mains, l'évêque appela de nouveau à son secours le roi de Sicile. En 1281, il lui cède la moitié de sa juridiction temporelle sur Gap et le  prince de Salerne, fils du roi de Sicile, prend d'assaut la ville de Gap et la dépouille de tous ses droits et de toutes ses libertés.
Othon II a également  des démêlés avec le chapitre de Saint-Arnoul, probablement à cause de la juridiction spéciale accordée par le pape au doyen de ce corps sur tous les chanoines, leurs terres et leurs serviteurs. En 1271, il lance contre eux une sentence d'excommunication.